# Comunidade Presbiteriana de Quinxassa
A Comunidade Presbiteriana de Quinxassa - em francês Communauté presbytérienne de Kinshasa, geralmente abreviada como CPK - é uma denominação presbiteriana, integrante da Igreja de Cristo no Congo (ICC), uma união de 64 denominações protestantes na República Democrática do Congo.
Dentro da ICC, cada denominação recebe um número pelo qual é identificado, a CPC é identificada como a 32ª comunidade dentro da ICC.

## História
No século XIX, missões da Igreja Presbiteriana nos Estados Unidos da América (IPEUA) deram origem à Comunidade Presbiteriana no Congo (CPC). Todavia, a referida denominação estava concentrada em Catanga.
Muitos dos presbiterianos convertidos pelas missões da IPEUA e CPC se mudaram para Quinxassa no Século XIX. 
Não tendo como manter a comunicação com a missão da região de Catanga, uma nova missão presbiteriana foi iniciada pela IPEUA em Quinxassa, em 1955, para dar assistência aos presbiterianos que para lá haviam se mudado.
Em 1960, a denominação foi oficialmente registrada pelo governo, sendo a primeira denominação protestantes a obter o registro. 
Em 1964, grupo de membros se separou da denominação para formar a Comunidade Pentecostal do Congo.
Nós anos seguintes a igreja se espalhou nos limites de Quinxassa e participou da formação da Igreja de Cristo no Congo. 
A denominação se tornou conhecida por gerenciar clínicas e por fornecer assistência durante crises humanitárias.
Em 2006, a CPK tinha aproximadamente 67.436 membros e 143 pastores.

## Doutrina
A comunidade permite a ordenação de mulheres em todos os seus cargos. Além disso, subscreve o Credo dos Apóstolos.

## Relações intereclesiásticas
A CPC é membro do Concílio Mundial das Igrejas, da Conferência Pan-Africana de Igrejas, da Comunhão Mundial das Igrejas Reformadas e da Igreja de Cristo no Congo.
Além disso, tem relacionamento próximo com a Comunidade Presbiteriana no Congo.